# 顿涅茨凯

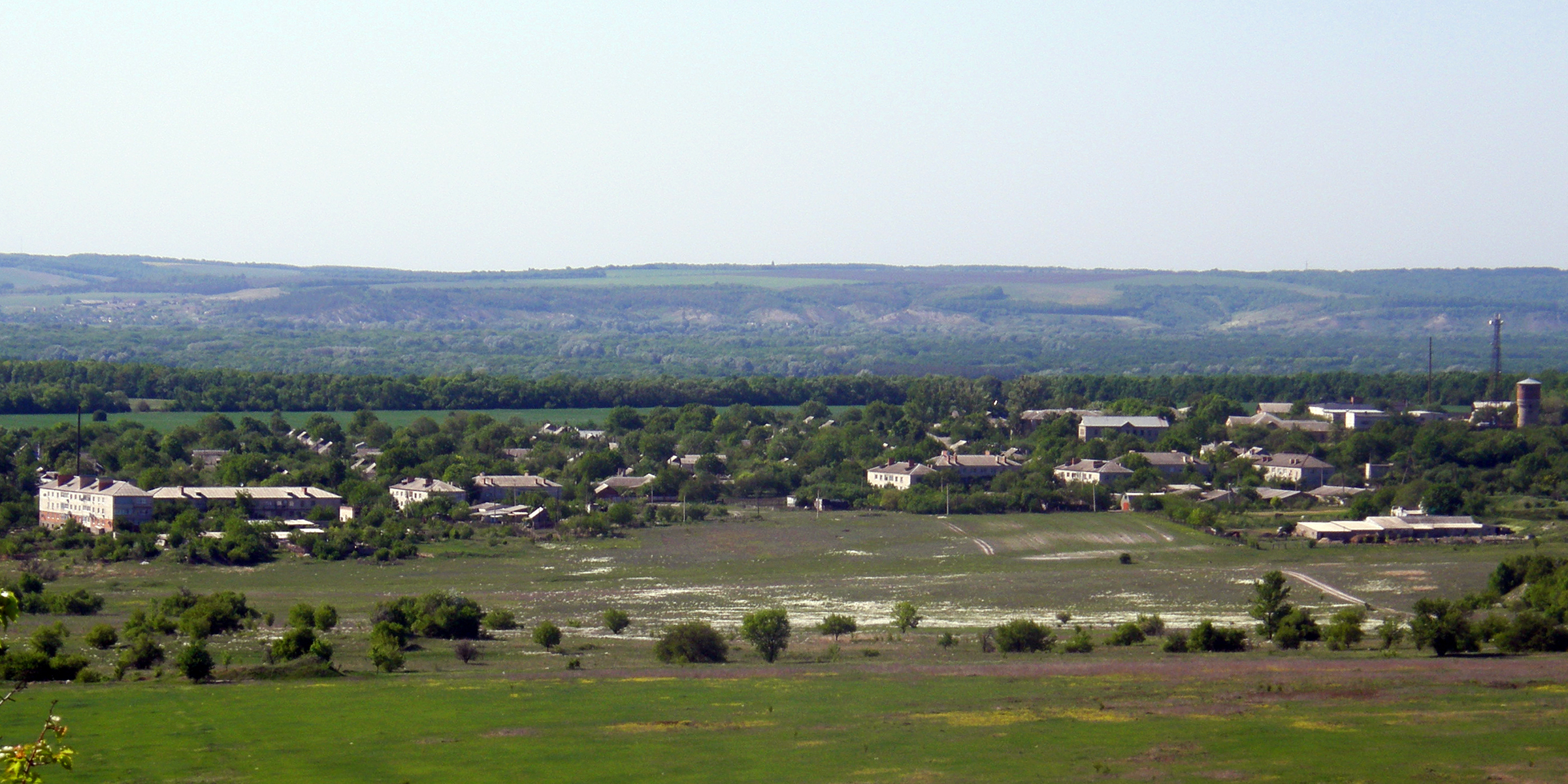
全景图

顿涅茨凯（烏克蘭語：Донецьке），是烏克蘭東部頓涅茨克州克拉马托尔斯克区尼古拉耶夫卡市镇内的市級鎮，距離頓涅茨克106公里，海拔高度129米，2011年該市級鎮人口664。